# Neferhotep I
Neferhotep I sconosciuto (fl. XVIII-XVII secolo a.C.) è stato un faraone della XIII dinastia egizia.
Secondo il Canone Reale si tratterebbe del ventunesimo sovrano della dinastia.

## Biografia
In un frammento di rilievo proveniente da Biblo si vede il principe locale Yantin di fronte a questo sovrano, segno questo che l'influenza egizia nella regione era ancora importante (il principe Yantin è indicato con il termine haty-a, titolo di regola usato per i governatori dei distretti egizi).
È quasi certo che questo sovrano abbia avuto il controllo sulla maggior parte dell'Egitto esclusi il 6º distretto del Basso Egitto (dove, a Xois, era già probabilmente al potere un sovrano della XIV dinastia) e la regione intorno ad Avaris dove si concentrava l'influenza delle popolazioni di ceppo asiatico che entro pochi anni avrebbero dato vita alla XV dinastia (Hyksos).
Come il suo predecessore anche questo sovrano non era, probabilmente, di stirpe regale ed, infatti, il Canone Reale fa seguire al suo nome l'epiteto
| G39 | M16 | G1 | A2 | S34 |

s3 h3 ˁnḫ=f - Sa Ha-ankhef

figlio di Ha-ankhef.
Una statua raffigurante questo sovrano è stata scoperta, nel giugno 2005, a Karnak all'interno del tempio di Amon.

## Liste Reali
| N5 | N28 · D36 | HASH | S42 | F35 | R4 · t · p |

| N5 | N28 · D36 | HASH | S42 | F35 | R4 · t · p |

| N5 | N28 · D36 | HASH | S42 | F35 | R4 · t · p |

| N5 | N28 · D36 | HASH | S42 | F35 | R4 · t · p |

| N5 | N28 · D36 | HASH | S42 | F35 | R4 · t · p |

| N5 | N28 · D36 | HASH | S42 | F35 | R4 · t · p |

| N5 | N28 · D36 | HASH | S42 | F35 | R4 · t · p |

| N5 | N28 · D36 | HASH | S42 | F35 | R4 · t · p |

| N5 | N28 | S42 |

| N5 | N28 | S42 |

| N5 | N28 | S42 |

| N5 | N28 | S42 |

| N5 | N28 | S42 |

| N5 | N28 | S42 |

| N5 | N28 | S42 |

| N5 | N28 | S42 |

## Titolatura
| G5 |

| G5 |

| U17 · N17 · N17 |

| U17 · N17 · N17 |

| U17 · N17 · N17 |

| U17 · N17 · N17 |

| U17 · N17 · N17 |

| U17 · N17 · N17 |

| U17 · N17 · N17 |

| U17 · N17 · N17 |

| G16 |

| G16 |

| F13 · p · Z9 | U1 · D36 | t · Y1 | M17 |

| F13 · p · Z9 | U1 · D36 | t · Y1 | M17 |

| G8 |

| G8 |

| mn · n | mr · r | w&t |

| mn · n | mr · r | w&t |

| M23 · X1 | L2 · X1 |

| M23 · X1 | L2 · X1 |

| N5 | N28 · D36 | Y8 |

| N5 | N28 · D36 | Y8 |

| N5 | N28 · D36 | Y8 |

| N5 | N28 · D36 | Y8 |

| N5 | N28 · D36 | Y8 |

| N5 | N28 · D36 | Y8 |

| N5 | N28 · D36 | Y8 |

| N5 | N28 · D36 | Y8 |

| G39 | N5 |

| G39 | N5 |

| nfr | R4 · t · p |

| nfr | R4 · t · p |

| nfr | R4 · t · p |

| nfr | R4 · t · p |

| nfr | R4 · t · p |

| nfr | R4 · t · p |

| nfr | R4 · t · p |

| nfr | R4 · t · p |

## Datazioni alternative
| Autore | Anni di regno         |
| ------ | --------------------- |
| Ryholt | 1742 a.C. - 1731 a.C. |
| Grimal | 1741 a.C. - 1730 a.C. |
| Malek  | 1738 a.C. - 1727 a.C. |
| Krauss | 1705 a.C. - 1694 a.C. |